# Luciano Salce
Luciano Salce (* 25. September 1922 in Rom; † 17. Dezember 1989 ebenda) war ein italienischer Schauspieler, Filmregisseur und Drehbuchautor.

## Leben
Luciano Salce war im Zweiten Weltkrieg Soldat der italienischen Armee und geriet 1943 als Italienischer Militärinternierter in deutsche Gefangenschaft.
Salce debütierte nach seinem Abschluss an der Accademia d’Arte Drammatica mit der Revue „E lui dice…“ von Oreste Biancoli als Schauspieler. In der Folgezeit wurde er Ensemblemitglied bei Vittorio Gassman/Evi Maltagliati/Luigi Squarzina und spielte neben Vittorio Caprioli und Alberto Bonucci auf einer Frankreich-Tournee. Während eines Brasilien-Aufenthaltes debütierte er (neben seiner Theatertätigkeit mit Adolfo Celi) bei zwei Filmen als Regisseur.
Zurück in seiner Heimat, führte Salce nun zwei Tätigkeiten weiter fort: einerseits zahlreiche Theaterauftritte, andererseits Bühnen-Regiearbeiten, bei denen er Satiren und Komödien ebenso inszenierte wie Dramen. Auch seine Kinoarbeit wurde umfangreicher; als ironischer und bissiger Autor verfasste er etliche Drehbücher, die sich mit aktuellem Zeitgeschehen in intelligent-burlesker Weise beschäftigte, die er meist selbst verfilmte (und in die er in den Anfangsjahren sich selbst oft eine Rolle schrieb). Daneben entstanden aber auch banale Auftragsarbeiten.
Nachdem Salce bereits 1981 einen Schlaganfall erlitten hatte, starb er acht Jahre später an einem Herzinfarkt.
Für einige Theaterarbeiten, bei denen er für Schlagermusik schrieb, benutzte Salce das Pseudonym Pilantra. Seinem Leben und Werk sind ein Dokumentarfilm, L'uomo dalla bocca storta sowie eine Biografie, Una vita spettacolare, gewidmet.

## Filmografie (Auswahl)
nur Schauspieler
- 1945: Un americano in vacanza
- 1958: Nachtwächter, Dieb und Dienstmädchen (Guardia, ladro e cameriera)
- 1961: Der berittene Karabiniere (Il carabiniere a cavallo)
- 1967: Ladies, Ladies (Le dolci signore)
- 1969: Schulmädchen lieben heiß (Oh dolci baci e languide carezze)
- 1970: Priester, du sollst nicht ohne Liebe leben (Il prete sposato)
- 1972: Das Pferd kam ohne Socken (Ettore Lo Fusto)
- 1973: Die weiße Mafia (Bisturi la mafia bianca)
- 1974: Zwei Fäuste des Himmels (Uomini duri)
- 1976: Das Hotel der heißen Teens (L'affitacamere)
- 1976: Liebe auf sizilianisch (Perdutamente tuo… mi firmo Macaluso Carmelo fu Giuseppe)
- 1983: La bella Otero (Fernsehfilm)

Regisseur
- 1953: Un pulgo na balança
- 1961: Zwei in einem Stiefel (Il federale) (& Drehbuch, Darsteller)
- 1962: Lockende Unschuld (La voglia matta) (& Drehbuch, Darsteller)
- 1963: Stunden der Liebe (Le ore dell'amore) (& Drehbuch, Darsteller)
- 1964: Ehen zu dritt (Alta infedeltà) (Episode Sospirosa)
- 1965: El Greco (El Greco) (& Drehbuch)
- 1965: So ein Windhund (Slalom)
- 1965: Wie verkaufe ich meine Frau? (Oggi, domani, dopodomani) (& Drehbuch)
- 1966: Die Gespielinnen (Le fate) (Episoda Fata Sabina)
- 1966: Das gewisse Etwas der Frauen (Come imparai ad amare le donne)
- 1968: Ein rabenschwarzes Schaf (La pecora negra) (& Drehbuch)
- 1968: Staatsstreich (Colpo di stato) (& Drehbuch, Darsteller)
- 1971: Das Callgirl und die Liebe (Il provinciale)
- 1975: Ente auf Orange (L'anatra all'arancia)
- 1975: Das größte Rindvieh weit und breit (Fantozzi)
- 1979: Eine total verrückte Kompanie (Riavanti… marsch!) (& Drehbuch)
- 1980: Ein Bankangestellter in Nöten (Rag. Arturo De Fanti  bancario precario) (& Drehbuch)
- 1983: Die Arglosen im Ausland (The Innocents Abroad) (Fernsehfilm)
- 1984: Ein Mann sieht klar (Vediamoci chiaro)
- 1987: Quelli del casco (& Darsteller)

Drehbuch
- 1961: Die Nächste bitte! (Il mantenuto)